# Stadio Océane
Lo Stadio Océane (in francese Stade Océane, in italiano Stadio Oceano), noto anche come Grand Stade du Havre, è uno stadio di calcio situato a Le Havre, in Francia. 
Ha una capienza di 25 178 spettatori e ospita le partite casalinghe del Le Havre.
La sua inaugurazione è avvenuta il 12 luglio 2012, con la disputa di un'amichevole tra il Le Havre e il Lilla.
Ha sostituito lo Stadio Jules Deschaseaux.